# Fata Morgana (Polka Mazur)
Fata Morgana ist eine Polka Mazur von Johann Strauss (Sohn) (op. 330). Die Komposition wurde am 29. März 1869 im Blumensaal der Wiener Gartenbaugesellschaft erstmals aufgeführt.

## Einzelnachweis
1. ↑  Quelle: Englische Version des Booklets (Seite 59) in der 52 CDs umfassenden Gesamtausgabe der Orchesterwerke von Johann Strauß (Sohn), Hrsg. Naxos (Label). Das Werk ist als zehnter Titel auf der 20. CD zu hören.